# Anselmus Fabri
Anselmus Fabri of Anselm Smits (Breda, 1379 - Florence, 3 augustus 1449) was een hoge geestelijke aan de Romeinse Curie, de pauselijke hofhouding. Hij was betrokken bij de stichting van universiteit van Leuven in 1425. Zijn hoogste ambt in de Nederlanden was dat van deken van de OLV-kerk van Antwerpen.

## Leven
Anselmus Fabri werd geboren te Breda aan de Haagdijk rond 1379. Na een opleiding tot notaris vertrok hij naar Rome om aan de Romeinse Curie te werken. Zijn eerste activiteiten aan de curie zijn traceerbaar vanaf 1402, o.a. als notaris.
Fabri doorliep het hele curie-apparaat. Hij begon als scriptor en werd daarna abbreviator. Als abbreviator hoorde hij tot de parcus, een kleine groep van abbreviatoren die de uitgaande pauselijke bullen controleerden. Hierna bekleedde hij nog de ambten van protonotarius, referendaris en corrector van de pauselijke brieven.
Hij werd een vooraanstaand lid en beschermheer van de broederschap van Santa Maria dell'Anima in Rome. Deze broederschap bood opvang aan pelgrims uit de Nederlanden en het Rijnland. Fabri financierde de bouw van een nieuwe kerk mee en richtte daar twee altaren op voor andere leden van de broederschap: Dietrich von Nieheim (Niem) en Hermann Dwerg. Hij werkte voorts intensief samen met Heinrich Raescop en Nikolaus von Kues. Ook Raescop en Kues zouden in hun geboorteplaats een gasthuis (apostelhuis) stichten voor oude mannen.
Tussen de jaren 1422 en 1431 reisde Fabri op en neer tussen Rome en Antwerpen en elke twee jaar verbleef hij een zomer lang aan de Schelde. Hij ontsnapte daardoor aan de ongezonde Romeinse hitte en ziektes.
Fabri overleed op 3 augustus 1449 te Florence aan de pest. Zijn lichaam werd naar Antwerpen vervoerd en daar in het koor begraven.

## Bestuurlijke activiteiten
Zijn voornaamste beneficies waren het pastoraat van Halle onder Brussel en het dekenaat van de Onze Lieve Vrouwe kerk van Antwerpen  De kerk van Halle bezorgde hij enkele aflaten. In Antwerpen bevorderde hij de Besnijdenis cultus door onder meer een altaar te stichten met een eigen broederschap. Dit voor de financiering van de nieuwe kerktorens. Hij richtte een professioneel kerkkoor op door de inkomsten van diverse altaren te bestemmen voor zangers. Hij probeerde het aannamebeleid van nieuwe geestelijken te beïnvloeden. Dit lukte hem maar deels.
Hij was betrokken bij de stichting van de universiteit van Leuven in 1425. Het stadsbestuur nodigde hem in 1426 als eregast uit voor de opening van het eerste academische jaar. Rond 1431 vestigde Fabri zich definitief te Rome en zorgde ervoor dat Leuven in 1432 een theologische faculteit kreeg. Hij redde in 1417 het huwelijk van de Brabantse hertog Jan IV van Brabant met Jacoba van Beieren als lid van een Brabantse delegatie, die ervoor zorgde dat de paus dispensatie verleende voor het huwelijk vanwege de verboden familierelatie. Pas in 1428 zou de paus, na vele politieke verwikkelingen, het huwelijk definitief goedkeuren.

## Gasthuis te Breda
De uitvoerders van zijn testament stichtten in 1455 te Breda aan de Haagdijk een gasthuis voor acht oude mannen. Meer hoge curialen uit de Nederlanden en het Rijnland stichtten een gasthuis in hun geboorteplaats. Uit een soort gelijkheidsprincipe doneerden ze dan tevens geld aan het Santa Maria dell'Anima gasthuis te Rome, waarmee ze allemaal banden onderhielden. Het toezicht op het beheer van zijn gasthuis legde hij in handen van het schepencollege van Breda. Het aannemen van nieuwe bewoners lag in handen van de parochies Princenhage en Breda. Het gemeentebestuur van Breda hief in 1798 het Fabrigasthuis op  door het samen te voegen met het gasthuis aan de Boschstraat.